# 朝風理沙
朝風 理沙（あさかぜ りさ）は、畑健二郎の漫画作品およびそれを原作とするアニメ『ハヤテのごとく!』に登場する架空の人物。アニメでの声優は浅野真澄。

## プロフィール
- 誕生日：7月13日
- 血液型：O型
- 年齢：16歳
- 身長：167cm
- 体重：48kg

## 人物
ハヤテと同じクラスの少女。家族構成は父、母、兄、祖父、祖母。風紀委員でブラック。生徒会の下っ端の役員。動画研究部部員。泉・美希とは小学校の頃からの仲で「生徒会3人娘」と呼ばれる。背が高く、3人で並ぶと彼女のみ突出する。包容力とユーモアのセンスがある人が好きで、融通のきかない人が嫌い。結構な神社の巫女の娘で、自宅では巫女装束をしている。もっとも伊澄のような力はなく、何かあった場合には麻酔銃を用いる。やや陰湿なタイプで下ネタの方向に話が行くことが多いが、悪い子ではない。ほぼ常に何か企んでいそうな笑みを浮かべているが、ハヤテに対しては普通の笑顔を見せたこともあり、ハヤテは自分にゾッコンだと思っている。もっとも、ハヤテを彼氏にする気は別にないとのこと。中性的な顔立ち。髪は黒色で瞳は赤色。語尾に「〜だな」などを使うことが多くナギ同様、口調は男性的。
「よほどの事がない限り落第しない」白皇学院でさえ落第しそうなほど頭が悪い。マークシートですらないテストの解答を何も考えずに全て「3」と書いて提出し、「完璧な解答」と自画自賛しているほどである。当然このような解答ではテストを突破できる訳が無く、普通にテストを受けた泉・美希ともども雪路の補習を受ける羽目になった。体力もあまりなく、高尾山ハイキングでは途中でへばっている。
カレーは中辛を好む。ハヤテを泉や美希と同じく「ハヤ太君」と呼ぶ。第1回人気投票では36票で20位。とりあえず3人娘の中では2位だが、投票数が2桁なので3位の美希との差は無いに等しい。かつてはハヤテに女っ気がないため男が好きなのかとも思っていたが、事情を聞いてからはむしろ逆の思考に至っている。また、瀬川家で泉がハヤテのことが好きなことが分かった後、「ハヤ太君は私に惚れている」と発言し、美希に「馬鹿」とつっこまれている。
2年進級時には、1年の時と同じくハヤテ・ナギ・泉・美希と同じクラスになり、ヒナギク・愛歌・千桜も同じクラスになった。
美希同様高級レストランをファミレス呼ばわりしている他、番外編（第8巻番外編「SMALL TWO OF PIECES」）によると世界遺産は幼稚園のときに見飽きた、との表現があるが、アニメ第1期第28話では『一騎○千』のDVDを「主人公の出番の少なさ目当て」に買ってクレジットカードの限度額が底をついてしまっているなど、無尽蔵な金持ちでもない。

## 備考
- 当初は作者自身イメージが貧弱だという理由で[1]出番およびセリフが少なかったが、第13巻第3話で彼女がメインの話が描かれた。この件について作者はアニメの声優である浅野のおかげでイメージが膨らんだと述べている[4]。また、小説版第1弾の作者・築地俊彦は生徒会3人娘の中では理沙を一番気に入っているらしく、作中に「このノベライズの作者は私を気に入ったらしい」という台詞がある。
- 原作では第4巻第10話が初登場で、生徒会3人娘の中では一番登場が遅かったが、アニメ第1期では泉・美希と共に第4話から登場している。原作ではハヤテに対して、アニメでは視聴者に対して最初に「ミナミハルオでございます」と名乗った。また、アニメ第1期ではナギと隣の席である。

## 家族
理沙の祖父
理沙の祖父として登場するのは第13巻だが、初登場は第12巻で歩に行きずりに変な格言を与えている。非常に物忘れが激しく、自分の刀をハヤテに差し出したことを忘れてハヤテを泥棒呼ばわりする迷惑な人物。彼が人を呼ぶと、般若の面をかぶった屈強な男が出てくる。